# گراند روچر
گراند روچر (به ایتالیایی: Grande Rochère) یک کوه در ایتالیا است که در Aosta Valley, Italy واقع شده‌است. گراند روچر ۳٬۳۲۸ متر بالاتر از سطح دریا واقع شده‌است.